# Matas Jogėla
Matas Jogėla, né le 10 juillet 1998, à Tauragė, en Lituanie, est un joueur lituanien de basket-ball. Il évolue au poste d'ailier.

## Palmarès
- Finaliste du championnat d'Europe des 18 ans et moins 2016